# 해티 모라한
해티 모라한(Hattie Morahan, 1978년 10월 7일 ~ )은 잉글랜드의 배우이다.

## 출연 작품
- 에놀라 홈즈 (2020) - 튜크스베리 부인 역
- 미녀와 야수 (2017)
- 미스터 홈즈 (2015)
- 섬머 인 페브러리 (2013)
- 블레츨리 서클 (2012)
- 이터널 로 (2012)
- 러브 헤이트 (2009)
- 센스 앤 센서빌리티 (2008)
- 주머니 속의 죽음 (2008)
- 뱅크 잡 (2008)
- 황금나침반 (2007)